# Eupompha fissiceps
Eupompha fissiceps là một loài bọ cánh cứng trong họ Meloidae. Loài này được LeConte miêu tả khoa học năm 1858.